# ذره ایکس۱۷
ذرهٔ ایکس۱۷ (انگلیسی: X17 particle) یک ذره زیراتمی فرضی است که توسط آتیلا کراشناهرکای و همکاران برای توضیح برخی از نتایج غیرعادی اندازه‌گیری پیشنهاد شده است.
این ذره برای توضیح زوایای وسیع مشاهده شده در مسیرهای حرکت ذرات تولید شده در طول انتقال هسته‌ای اتم‌های بریلیوم -۸ و اتم‌های پایدار هلیوم مشاهده شده است. ذرهٔ ایکس۱۷ می‌تواند حامل نیرویی برای نیروی پنجم فرضی باشد که احتمالاً با ماده تاریک مرتبط است، و به‌عنوان یک بردار بوزون پروتوفوبیک (که به معنای نادیده گرفتن پروتون‌هاست) با جرمی نزدیک به ۱۷ مگا ولت توصیف شده است. بردار بوزون با جرم حدود ۱۷الکترون‌ولت: ۱۷ MeV.
آزمایش ان‌ای۶۴ (NA64) در سرن به دنبال ذرهٔ ایکس۱۷ پیشنهادی با برخورد پرتوهای الکترون از سوپر پروتون سینکروترون بر هسته‌های هدف ثابت می‌باشد.

## پیوندهای وابسته
- اکسیون
- فهرست ذرات